# Axarquía - Costa del Sol Oriental
Liste des 31 communes de la comarque d'Axarquía appartenant à la province de Malaga (Espagne) :
- Alcaucín
- Alfarnate
- Alfarnatejo
- Algarrobo
- Almáchar
- Árchez
- Arenas
- Benamargosa
- Benamocarra
- El Borge
- Canillas de Aceituno
- Canillas de Albaida
- Colmenar
- Comares
- Cómpeta
- Cútar
- Frigiliana
- Iznate
- Macharaviaya
- Moclinejo
- Nerja
- Periana
- Rincón de la Victoria
- Riogordo
- Salares
- Sayalonga
- Sedella
- Torrox
- Totalán
- Vélez-Málaga
- Viñuela